# 도봉구 갑
서울 도봉구 갑은 대한민국의 국회의원 선거구이다. 서울특별시 도봉구 일부 지역을 관할한다. 현 지역구 국회의원은 국민의힘의 김재섭이다.

## 역사
1988년 대한민국 제13대 국회의원 선거를 앞두고 도봉구 선거구에서 분리되며 신설되었다. 1988년 당시 도봉구 갑의 선거 관할 지역은 미아3·4동, 번1·2동, 수유3동, 쌍문1동, 쌍문2동, 쌍문3동, 방학1동, 방학2동이었으며 나머지 미아동과 수유동 지역들은 도봉구 을로 묶였다.
하지만 이듬해 1989년 노원구의 도봉동과 창동이 도봉구로 환원되고, 미아9동, 번3동, 쌍문4동이 신설되면서 다음 총선인 1992년 대한민국 제14대 국회의원 선거를 앞두고 선거구 개편이 다시 이뤄졌다. 기존 도봉구 갑에 방학3동 (도봉구 을)과 도봉1·2동 (노원구 을)이 편입되었다. 반면 수유3동은 도봉구 을으로 이동했으며, 미아3·4·9동과 번1·2·3동은 새로 들어온 창동 일대와 함께 도봉구 병으로 신설 분리되었다.
이후 1995년 3월 1일 도봉구의 미아동, 번동, 수유동, 우이동이 분리되어 강북구가 신설되면서 도봉구 병과 도봉구 을의 일부 지역이 강북구 갑과 강북구 을이 되었다. 때문에 1996년 제15대 총선에서 다시 선거구가 개편되어, 쌍문2·4동, 방학동, 도봉동을 도봉구 을로 넘기고 대신에 도봉구 병에서 창동 일대를 편입시켰다. 따라서 1988년 신설부터 지금까지 도봉구 갑 지역구로 계속 남아있는 지역은 쌍문1동과 쌍문3동이 유일하다.

## 관할 구역
| 대수  | 관할 구역                                                                                       |
| ----- | ----------------------------------------------------------------------------------------------- |
| 13    | 도봉구 미아3동, 미아4동, 번1동, 번2동, 수유3동, 쌍문1동, 쌍문2동, 쌍문3동, 방학1동, 방학2동     |
| 14    | 도봉구 수유3동, 쌍문1동, 쌍문2동, 쌍문3동, 쌍문4동, 방학1동, 방학2동, 방학3동, 도봉1동, 도봉2동 |
| 15~21 | 도봉구 쌍문1동, 쌍문3동, 창1동, 창2동, 창3동, 창4동, 창5동                                      |

## 역대 국회의원
| 선거   | 정당 | 정당           | 의원   |
| ------ | ---- | -------------- | ------ |
| 1988년 |      | 신민주공화당   | 신오철 |
| 1992년 |      | 민주당         | 유인태 |
| 1996년 |      | 새정치국민회의 | 김근태 |
| 2000년 |      | 새천년민주당   | 김근태 |
| 2004년 |      | 열린우리당     | 김근태 |
| 2008년 |      | 한나라당       | 신지호 |
| 2012년 |      | 민주통합당     | 인재근 |
| 2016년 |      | 더불어민주당   | 인재근 |
| 2020년 |      | 더불어민주당   | 인재근 |
| 2024년 |      | 국민의힘       | 김재섭 |

## 역대 선거 결과

### 대한민국 제13대 국회의원 선거
|  | 33.27% |

|  | 19.34% |

|  | 18.80% |

|  | 14.86% |

|  | 13.71% |

### 대한민국 제14대 국회의원 선거
|  | 40.88% |

|  | 31.82% |

|  | 19.98% |

|  | 2.70% |

|  | 2.24% |

|  | 1.37% |

|  | 0.98% |

### 대한민국 제15대 국회의원 선거
|  | 38.85% |

|  | 35.32% |

|  | 13.82% |

|  | 10.34% |

|  | 1.64% |

### 대한민국 제16대 국회의원 선거
|  | 50.85% |

|  | 42.01% |

|  | 3.66% |

|  | 3.46% |

### 대한민국 제17대 국회의원 선거
|  | 52.13% |

|  | 37.38% |

|  | 5.62% |

|  | 4.85% |

### 대한민국 제18대 국회의원 선거
|  | 48.04% |

|  | 46.16% |

|  | 3.45% |

|  | 1.40% |

|  | 0.92% |

### 대한민국 제19대 국회의원 선거
|  | 58.46% |

|  | 40.13% |

|  | 1.40% |

### 대한민국 제20대 국회의원 선거
|  | 60.09% |

|  | 39.90% |

### 대한민국 제21대 국회의원 선거
|  | 54.02% |

|  | 40.49% |

|  | 4.88% |

|  | 0.59% |

### 대한민국 제22대 국회의원 선거
|  | 49.05% |

|  | 47.89% |

|  | 3.04% |

## 같이 보기
- 도봉구
- 서울 도봉구의 국회의원
- 서울특별시의 선거구